# (18805) Kellyday
(18805) Kellyday (1999 JX77) – planetoida z pasa głównego asteroid okrążająca Słońce w ciągu 3,34 lat w średniej odległości 2,23 j.a. Odkryta 12 maja 1999 roku.